# Дюпре, Жюльен
Жюльен Дюпре (фр. Julien Dupré; 19 марта 1851, Париж — 15 апреля 1910, Париж) — французский художник, представитель реализма.

## Жизнь и творчество
Родился 19 марта 1851 года в Париже, в семье ювелира Жана Дюпре и Полины Буайе.
Сначала планировал продолжить дело отца, но в связи с Франко-прусской войной (1870—1871) продажи в семейном магазине упали, и молодой человек стал посещать вечерние уроки в парижской Школе декоративных искусств. В Национальной высшей школе изящных искусств обучался у Изидора Пиля и Анри Лемана.
В середине 1870-х годах Дюпре отправился в Пикардию и стал учеником художника-натуралиста Дезире Франсуа Ложе. Здесь же художник познакомился и обручился в 1876 году с дочерью Ложе. Дюпре интересовался жанровой живописью, запечатляя идиллическую сельскую жизнь. Участник Парижского Салона с 1876 по 1899 годы.
Скончался 15 апреля 1910 года в Париже.

Некоторые работы
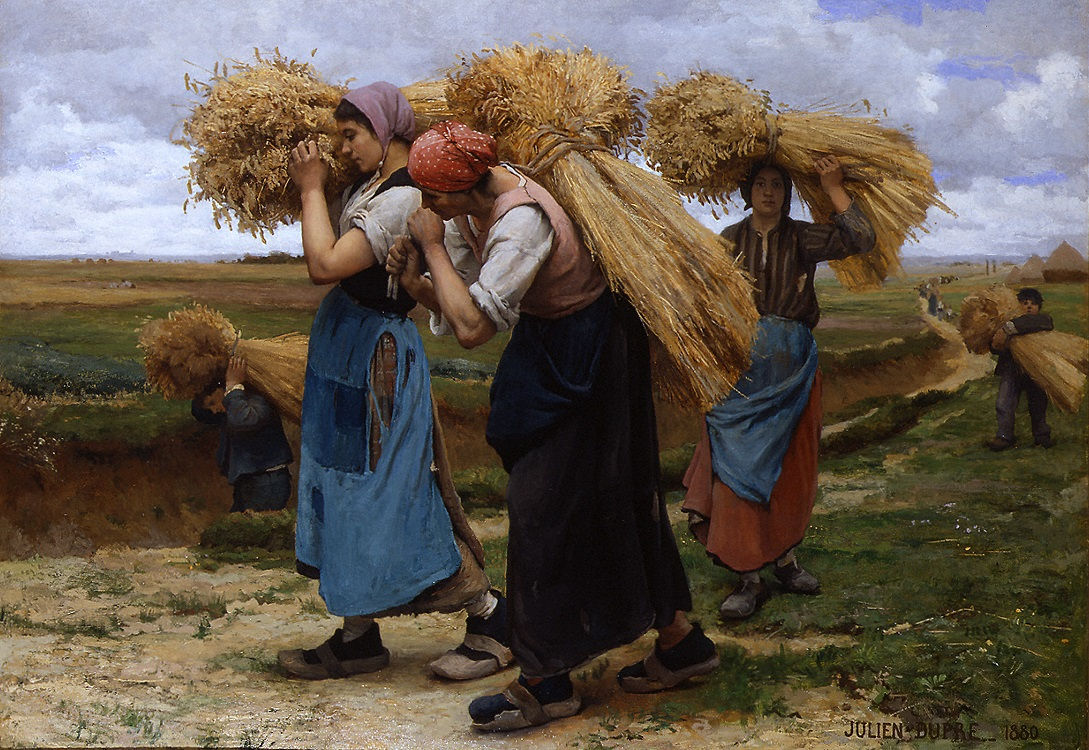
Жницы
На пастбище
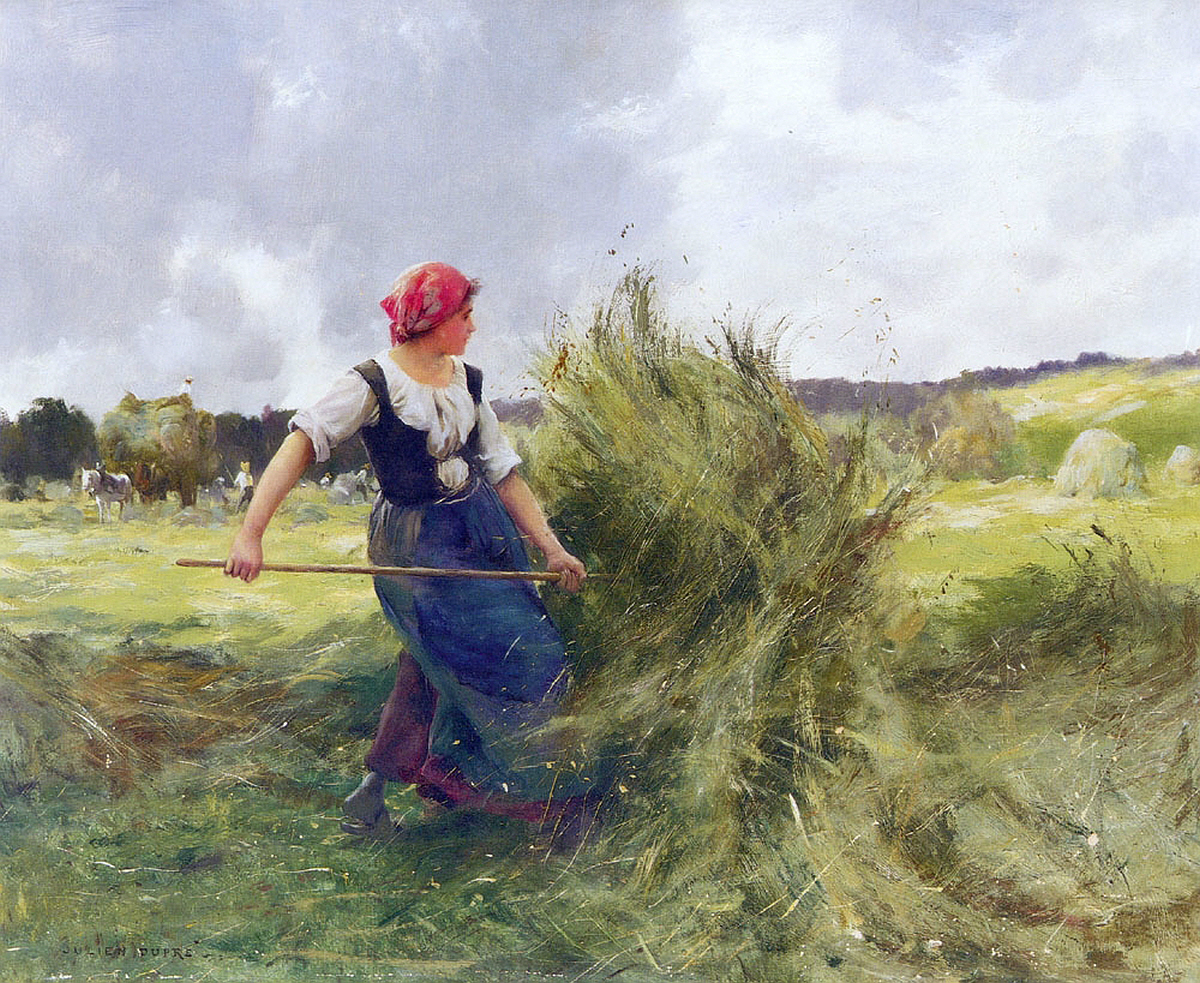
Метание сена
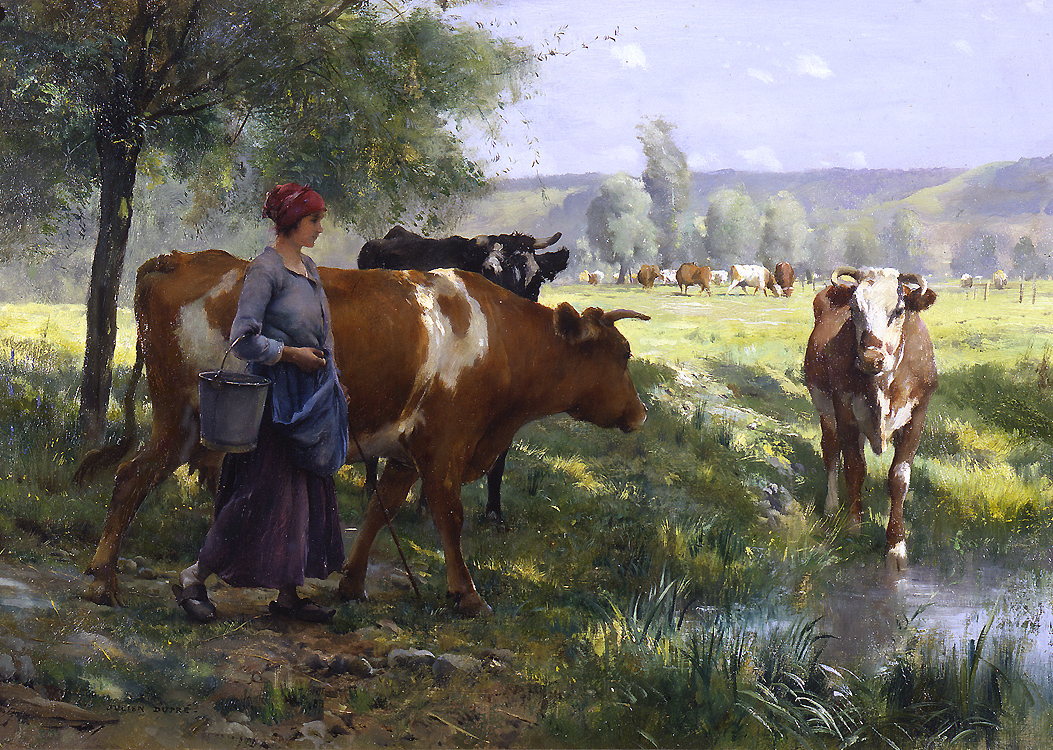
Молодая молочница